# Florian Felix Weyh

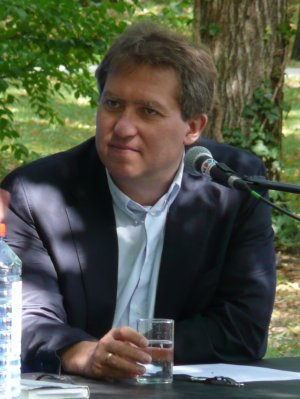
Florian Felix Weyh als Moderator auf dem Erlanger Poetenfest 2009

Florian Felix Weyh (* 8. Februar 1963 in Düren) ist ein deutscher Journalist, Schriftsteller und Essayist.

## Leben
Weyh besuchte das Schubart-Gymnasium Ulm und schrieb als Schüler für die dortige Zeitung. Anschließend studierte er Psychologie in Köln.
Seit 1988 arbeitet Weyh kontinuierlich für verschiedene Redaktionen des Deutschlandfunks und von Deutschlandfunk Kultur. Außerdem machte er Sendungen für den NDR, SWR und WDR. Er schrieb mehrjährige Kolumnen im Berliner Tagesspiegel und in der Dresdner Sächsischen Zeitung. Weyh schreibt als Ghostwriter für Persönlichkeiten aus Politik und Wirtschaft und publizierte auch unter dem Pseudonym Zacharias Zaster. Außerdem verfasste Weyh Theaterstücke, Erzählungen und Hörspiele. Von 2003 bis 2022 war er Moderator beim Erlanger Poetenfest. Seit 2020 moderiert er regelmäßig Gespräche beim Deutschlandfunk in der Reihe Zwischentöne (Hörfunksendung). Weyh lebt mit seiner Familie in Berlin.

## Werke

### Roman
- Toggle. Galiani, Berlin 2012, ISBN 3-351-02799-0[10]

### Essays
- Die ferne Haut. Wider die Berührungsangst. Aufbau, Berlin 1999, ISBN 978-3-86971-041-9
- Internet. Kleine Philosophie der Passionen. dtv, München 2001, ISBN 3-423-20454-0
- Vermögen. Was wir haben, was wir können, was wir sind. Eichborn, Frankfurt a. M. 2006, ISBN 3-8218-5637-8
- Die letzte Wahl. Therapien für die leidende Demokratie. Eichborn, Frankfurt a. M. 2007 (= Die Andere Bibliothek. Bd. 272), ISBN 978-3-8218-4585-2

### Theaterstücke und Libretto
- Massbach. Übungsstück für eine Schauspielschülerin (Uraufführung: Ulmer Theater 1988)
- Fondue. Ein szenisches Oratorium für 6 Personen in 15 Gesängen und 9 Intermezzi. Nyssen & Bansemer, Köln 1987 (Uraufführung: Freie Volksbühne Berlin 1988)
- Ludwigslust. Komödie (Uraufführung: OffOff Berlin 1990)
- Haben Sie ein I? Szenen (Uraufführung: Staatstheater Wiesbaden 1991)
- Stirling. Das Glück der Bewegung. Eine Gesellschaftskomödie. S. Fischer, Frankfurt a. M. 1993 (Uraufführung: Hans Otto Theater Potsdam 1992)
- Gutenberg. Eine sentimentale Komödie in britischer Manier. S. Fischer, Frankfurt a. M. 1995, ISBN 3-931352-01-3 (Uraufführung: Theater Krefeld und Mönchengladbach 1997)
- Triage. Szenen (Uraufführung: Staatstheater Saarbrücken 1996)
- Die Legende vom Fall ohne Ende. Libretto zu einer Kammeroper, Musik von Wolfgang Böhmer (Uraufführung: Theater am Halleschen Ufer Berlin 1996)[11]

### Hörspiele
- Massbach. Regie: Friedhelm Ortmann, WDR 1986 (Ursendung: 7. August 1986, Details in der ARD-Hörspieldatenbank)
- Oststraße oder Wie ein Gedicht entsteht, WDR 1987 (Details in der ARD-Hörspieldatenbank)
- Das schwäbische Eigentum. Regie: Norbert Schaeffer, BR/WDR 1989 (Ursendung: 12. Februar 1989, Details in der ARD-Hörspieldatenbank)
- Design Deutschland. Eine Wiederbesichtigung. Regie: Günter Maurer, SWR 2007 (Ursendung: 5. November 2009; Beschreibung in: Das Science Fiction Jahr 2011, Heyne eBooks, Vorschau bei Google Books)

### Radiofeatures und -essays
- „Jeder will Unrecht tun, keiner will Unrecht erleiden“. Soziale Gerechtigkeit auf dem Prüfstand. Essay, DeutschlandRadio, Sendung vom Montag, 3. Oktober 2005.
- Entweigerung. Wiedervorlage einer Gewissensfrage. Regie: Günter Maurer, SWR, Sendung SWR2 Feature am Sonntag vom 8. Dezember 2013 (Typoskript als PDF, 157 KB auf swr.de; Infotext zur Sendung Freispiel vom 14. Juli 2014 auf deutschlandfunkkultur.de)
- Klassenkampf in Schulpforta im Deutschlandradio Kultur am 23. September 2015: Internatsstreit
- Plansprachen. Volapük, Esperanto und Solresol. Die Entbabelung der Welt. DLF Kultur, Sendung Zeitfragen vom 27. November 2019 (Podcast und illustrierter Volltext auf deutschlandfunkkultur.de); auch auf Esperanto (Esperanto, Volapuko, la klingona – planlingvoj nuntempe. Senbabeligi la mondon) auf deutschlandfunkkultur.de
- Warten auf die Wirkung. Über Bücher und andere Medien. Essay. DLF Kultur, Sendung Essay und Diskurs vom 7. März 2021 (Podcast, 29:39 Minuten auf podcast-mp3.dradio.de; auch abrufbar über die Sendungsseite auf deutschlandfunk.de)
- Quellengewissheit: Wahrheit ist Belegbarkeit. Deutschlandfunk, 6. Februar 2022, Erstsendedatum 18. Februar 2018.
- Weltwissen ohne Gewähr. Eine Lange Nacht über Wikipedia. In: Deutschlandfunk Kultur, 26. Februar 2022.
- Die Kunst des Abgangs In: Deutschlandfunk, 30. Juni 2024. (Abschlusssendung der Featurereihe „Freistil“ im DLF nach 26 Jahren.)

## Auszeichnungen
- Massbach – Hörspiel des Monats August 1986
- Gerhart-Hauptmann-Preis 1987
- Stipendium Deutscher Literaturfonds 1989
- Foglio-Preis für junge Literatur 1995
- Gratwanderpreis 1996
- Stipendium des Centro Tedesco di Studi Veneziani 1997
- Alex-Medienpreis der Spiele-Autoren-Zunft 2010
- Goethe-Medienpreis für hochschul- und wissenschaftspolitischen Journalismus der Johann-Wolfgang-Goethe-Universität Frankfurt a. M. 2014[12]
- Journalistenpreis der PSD-Bankengruppe 2015 (Kategorie TV/Radio/Online, 3. Platz) für das Feature Über das Geld und was wir dafür halten. Immer knapp – oder wertlos (Deutschlandradio Kultur, Zeitfragen, 2. Juni 2015).[13]
- Publizistik-Preis der Stiftung Gesundheit 2021 (3. Platz) für das Feature „Die Knappheit, das Alter und der Tod – Die Tragödie der Triage in Zeiten der Pandemie“ (Deutschlandfunk Kultur, Zeitfragen, 16. April 2020).[14]